# Batalla de Rovine
La batalla de Rovine se libró el 17 de mayo de 1395 entre el ejército del principado de Valaquia, dirigido por el voivoda Mircea I, y las fuerzas invasoras del Imperio otomano dirigidas por el sultán Bayaceto I. El ejército otomano se enfrentó a una fuerza mucho más pequeña de Valaquia. Cuenta la leyenda que en la víspera de la batalla, vestido como un emisario de la paz, Mircea habló con Bayaceto y le pidió que se fuera de Valaquia a cambio de permiso para cruzarlo. El sultán habría insistido en la lucha.

## Batalla
Es cierto que la lucha se produjo cerca del río Arges, pero la ubicación exacta es un asunto de controversia, aunque muchos historiadores confirman que habría ocurrido en el territorio de Valaquia. En combate, el papel principal fue el de los arqueros valacos, que devastaron las filas otomanas tan pronto se inició el ataque y hay informes de que sol quedó tapado por el gran número de flechas disparadas por los valacos. Luego, una carga de caballería de Valaquia habría sido suficiente para poner en fuga a las tropas otomanas, que trataron de huir en desorden a través del río Danubio, con grandes pérdidas.
Participaron en esta batalla, como vasallos de los turcos, el déspota Esteban Lazarević (que todavía era solo un gran príncipe) y Marko Mrnjavčević, el más poderoso señor feudal serbio.
- Datos: Q2237751